# Institut national de santé publique du Québec
 (avril 2020).
L'Institut national de santé publique du Québec (INSPQ) est un institut québécois produisant des études pour le ministère de la Santé et des Services sociaux.
Le Bulletin d’information toxicologique est une publication conjointe de l’équipe de toxicologie clinique de l’Institut national de santé publique du Québec et du Centre antipoison du Québec.

## Publication
La mission de l'INSPQ est de soutenir le ministre de la Santé et des Services sociaux du Québec, les autorités régionales de santé publique ainsi que les établissements dans l'exercice de leurs responsabilités, en rendant disponibles son expertise et ses services spécialisés de laboratoire et de dépistage.
L'INSPQ est également appelé à desservir d'autres acteurs, tels que les autres ministères et organismes gouvernementaux, les milieux de l'enseignement et de la recherche, les organismes canadiens et internationaux en santé publique, les milieux autochtones, le secteur privé et le grand public.
Plus explicitement, cette mission consiste à :
- développer la connaissance et contribuer à la surveillance de l’état de santé et de bien-être de la population et de ses déterminants;
- développer de nouvelles connaissances et approches en promotion, prévention et protection de la santé;

évaluer l’impact des politiques publiques et des systèmes de soins sur la santé de la population; favoriser le développement de la recherche et l’innovation en santé publique;
- fournir des avis et des services-conseils;

assurer des services de dépistage, de laboratoire, notamment en microbiologie et en toxicologie et de soutien au maintien de la qualité; rendre accessible l’expertise en santé publique par des activités de formation continue;
- favoriser l’échange et le transfert des connaissances ainsi que la collaboration internationale;
- contribuer au développement et à la mise en œuvre des orientations ministérielles en santé et services sociaux, dont, au premier chef, le Programme national de santé publique.

L’Institut a aussi la responsabilité de former un comité d’éthique de santé publique (cesp.inspq.qc.ca), qui a pour mandat d’examiner les enquêtes et les plans sociosanitaires relatifs à la surveillance de l’état de santé de la population et de ses déterminants et de conseiller les instances de santé publique quant aux questions pouvant être soulevées dans l’application de la loi.